# Izmaïlovskaïa (hameau)
Izmaïlovskaïa (en russe : Измайловская) est un hameau russe situé dans le raïon de Plessetsk dans l'ouest de l'oblast d'Arkhangelsk. Il fait partie du Nord russe, et sa population s'élevait à 4 habitants en 2023.   

## Géographie
Izmaïlovskaïa est située dans l'ouest de l'oblast d'Arkhangelsk, un sujet de Russie européenne qui fait partie du district fédéral du Nord-Ouest. La localité se trouve dans le sud-ouest du raïon de Plessetsk, un des raïons de l'oblast. Le hameau se trouve à environ 99 kilomètres au sud-ouest du centre administratif du raïon, la commune urbaine de Plessetsk.
Le hameau se situe sur la rive droite de la rivière Kena, un affluent du lac Kenozero.
De 2004 à 2016, le hameau faisait partie de la municipalité de Kenorets, puis de 2016 jusqu'à la suppression des municipalités du raïon en 2021, le hameau faisait partie de la municipalité de Koniovo,.

Izmaïlovskaïa, comme tout l'oblast d'Arkhangelsk, est située dans le fuseau horaire MSK (heure de Moscou). Le décalage horaire appliqué par rapport au temps universel coordonné est +03:00.

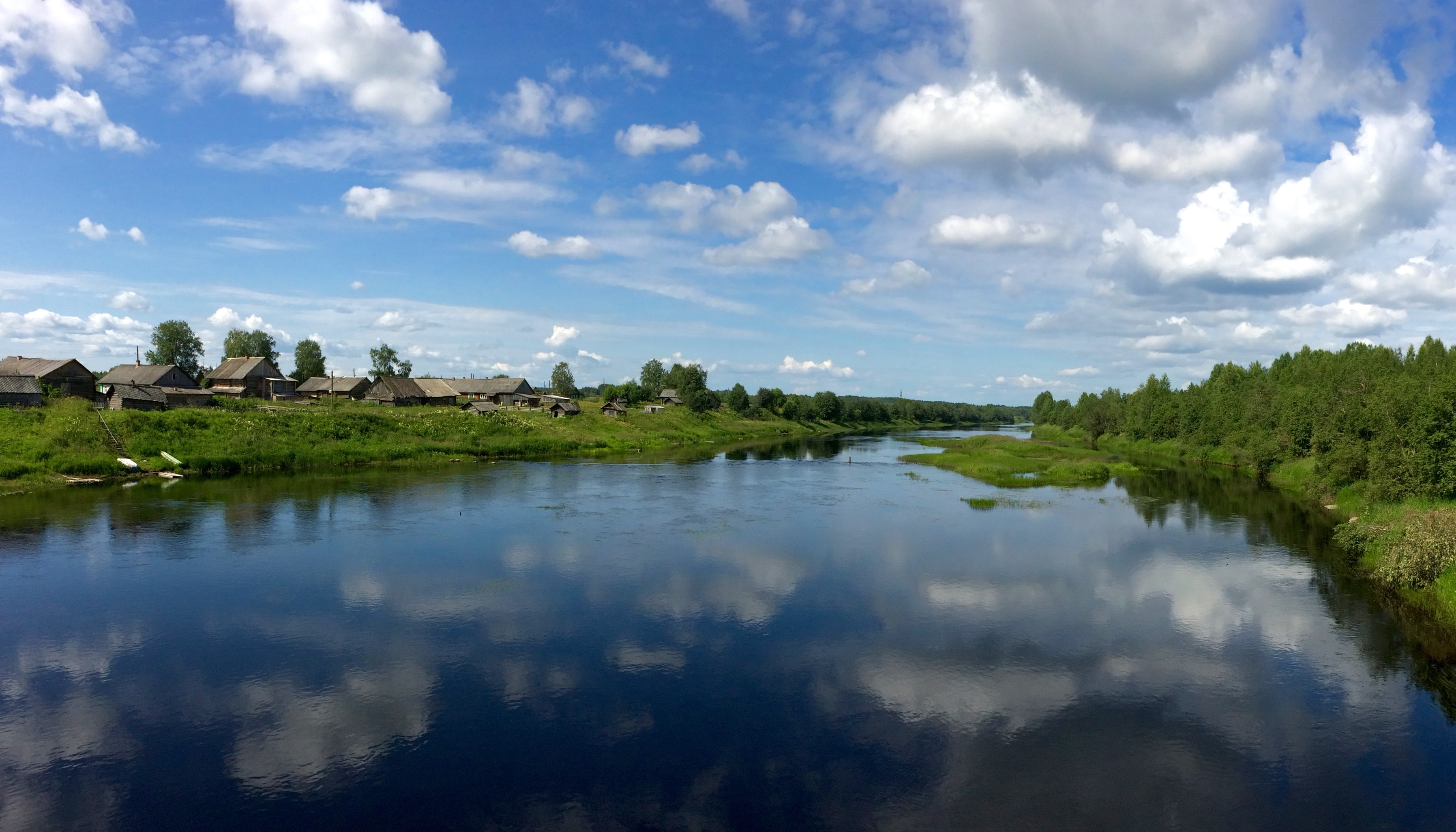
La Kena depuis le pont.
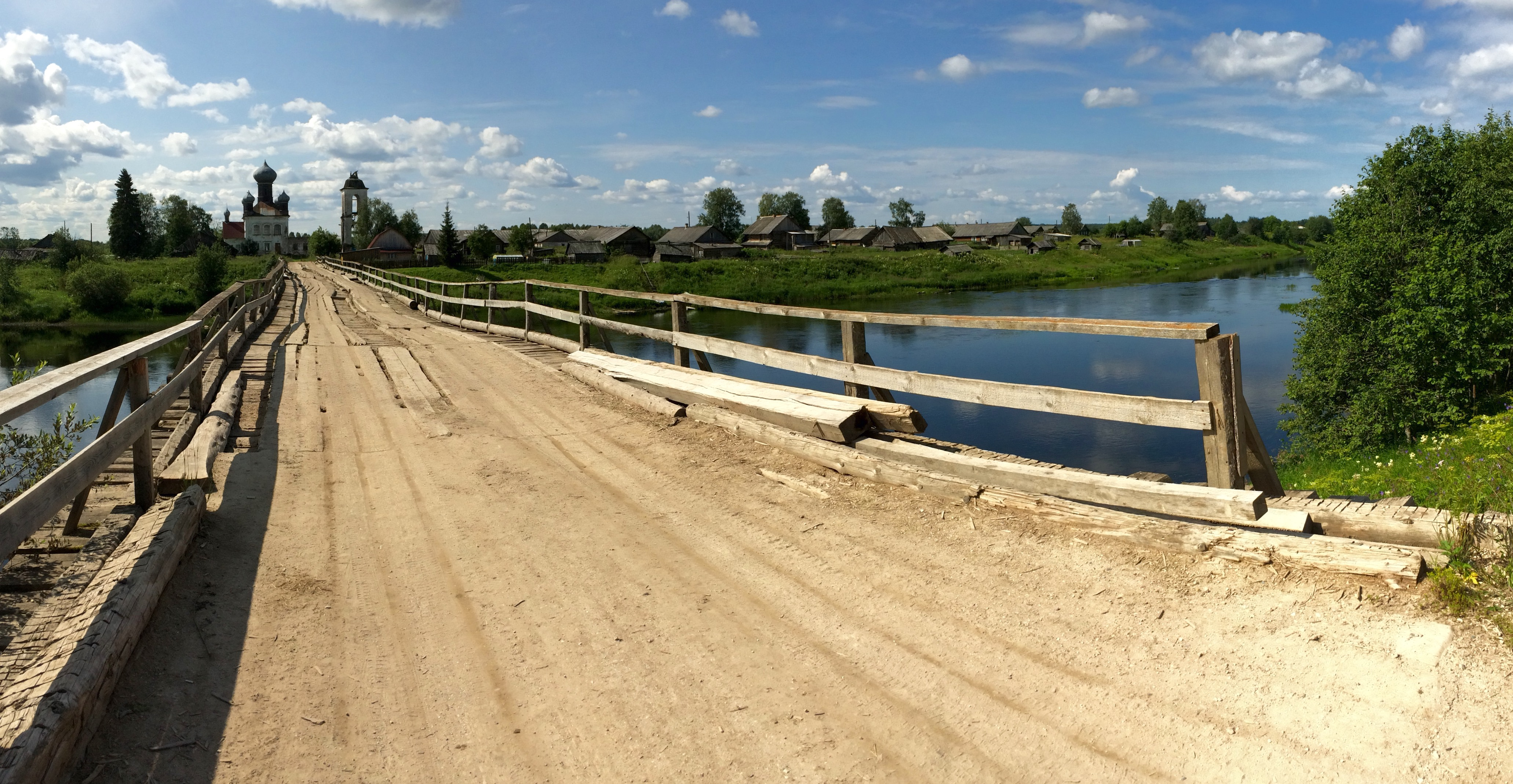
Le hameau.

## Démographie
Recensements (*) ou estimations de la population,,,:
En 2002, la population était à 100 % composée de Russes.
| 1873 | 1905 | 2002* | 2010* |
| ---- | ---- | ----- | ----- |
| 152  | 192  | 27    | 22    |

| 2012 | - | - | - |
| ---- | - | - | - |
| 22   | - | - | - |

## Culture locale et patrimoine
Le complexe de l'église Piatnitskaïa (qui comprend l'église Parascève d'Iconium), construite au XIXe siècle,  se situe dans le village. Le monument est classé objet patrimonial culturel de Russie d'importance régionale depuis 1998. Il y a aussi le pont sur la rivière Kena, pont en bois et objet patrimonial culturel d'importance régional depuis 1998, construit entre la fin du XVIIe siècle et le début du XVIIIe siècle, et rénové en 1967.

## Galerie

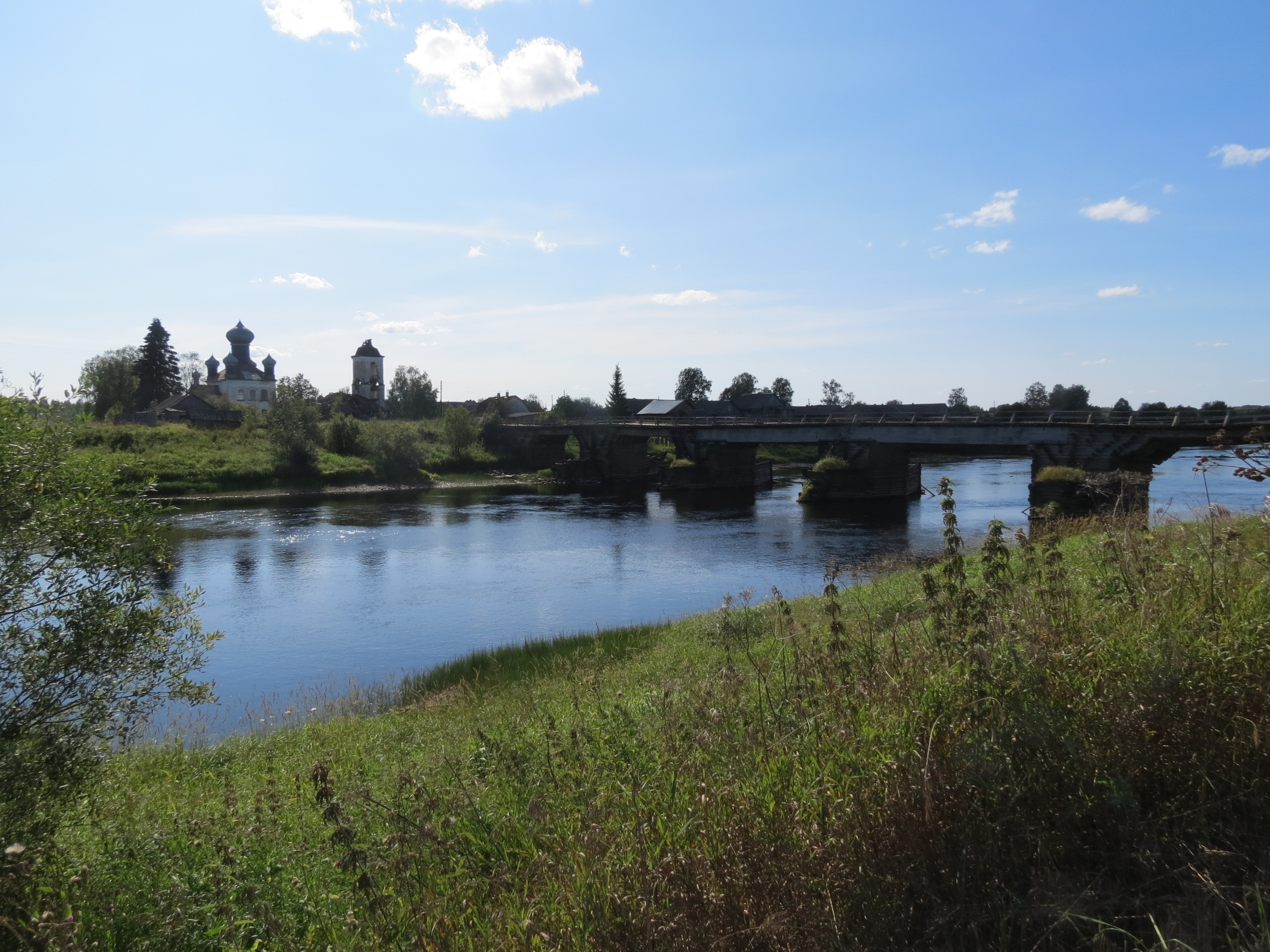
Le hameau, son pont et son église.
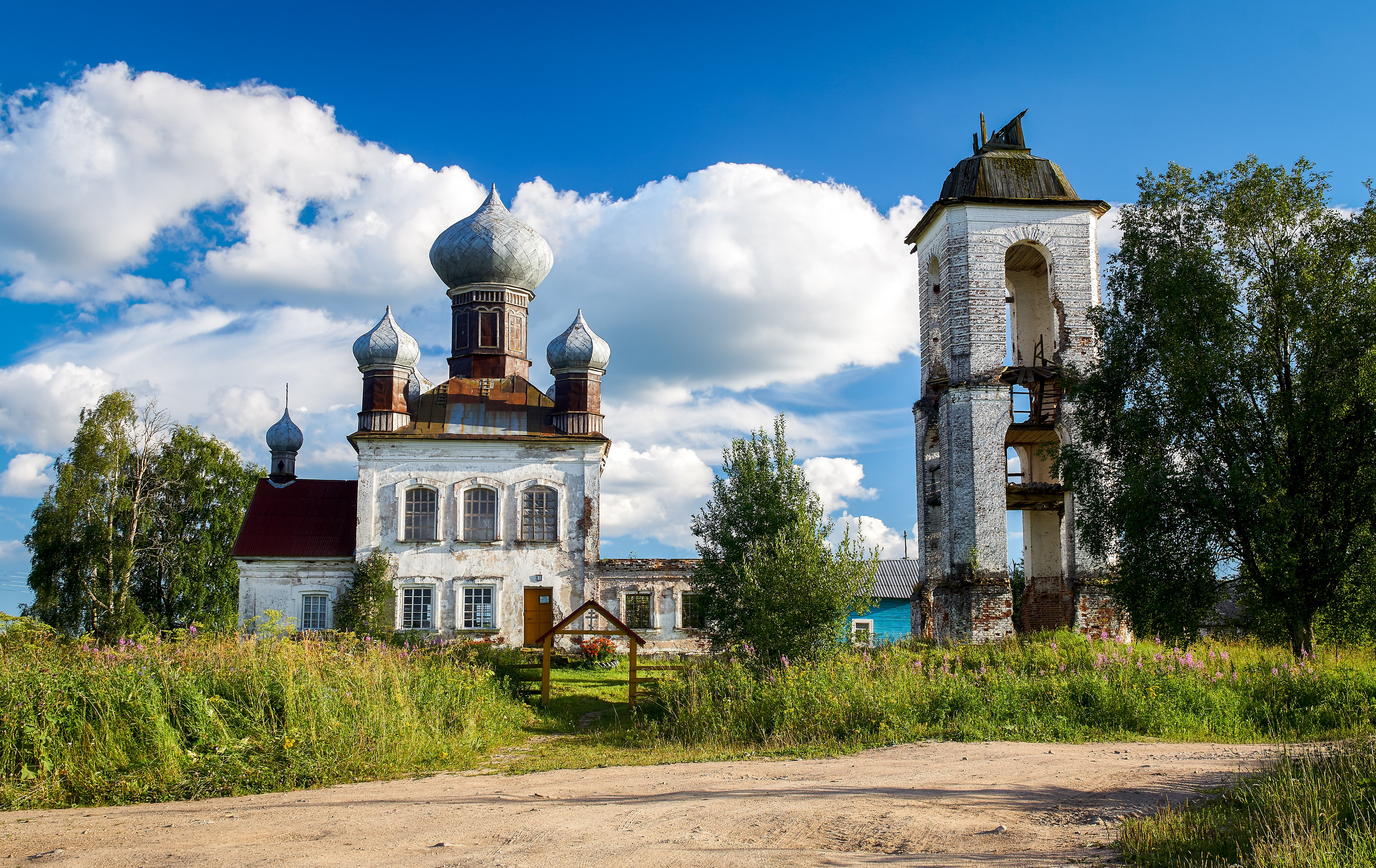
L'église et le clocher.
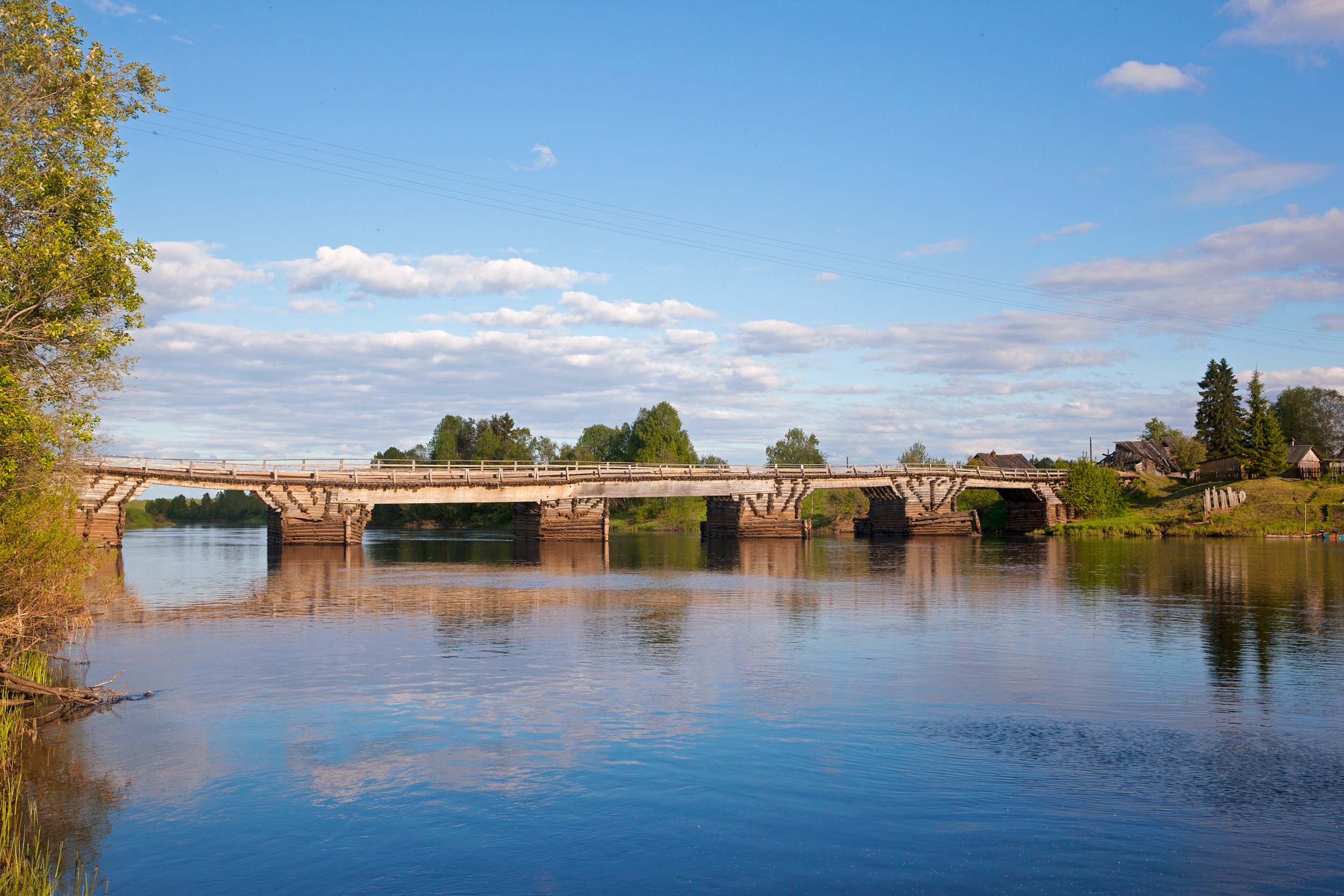
Le pont sur la Kena.
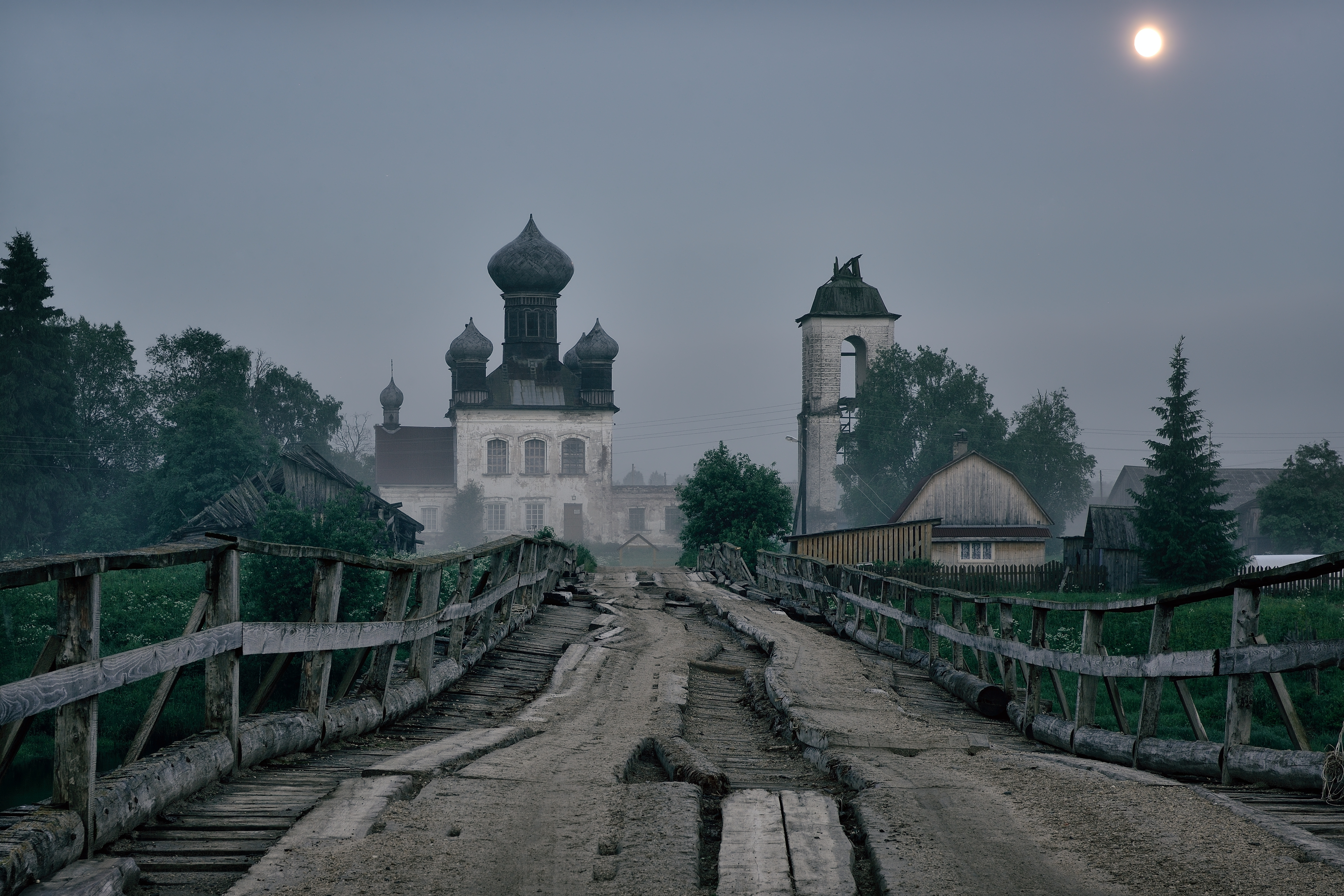
Le hameau depuis le pont.